# バニラ・エア
バニラ・エア株式会社（Vanilla Air Inc.）は、かつて存在した日本の格安航空会社（LCC）。ANAグループに属していた。
2011年8月31日にエアアジア・ジャパン株式会社として設立、2012年8月1日に就航。2013年10月26日をもってすべての便の運航を一時休止し、同年11月1日に商号を「バニラ・エア株式会社」に変更、12月20日から運航を再開した。
2019年10月26日をもって同社の親会社であるPeach Aviationとの統合により運航を終了した。これに先立ち同年1月1日付で親会社が同社に移行している。合併は行われず運航終了後は清算会社となり、2021年3月15日付で法人格が消滅した。
なお、2014年に設立されたエアアジア・ジャパンとは全く別の法人である。

## 概要

### エアアジア・ジャパンとして設立
2011年7月21日、全日本空輸（現：ANAホールディングス　以下ANA）と、マレーシアのエアアジアが共同で出資し、格安航空会社を設立させることに合意し、同年8月31日に設立された。出資比率は、議決権比率でANAが67%、エアアジアが33%、無議決権株式も含めるとANAが51%、エアアジアが49%である。設立当初の資本金は1000万円で、当初は東京都港区東新橋（ANA本社と同じ）に本社を置いていた。
ブランド・機体塗装・機内サービスは、すでに日本国外で成功していたエアアジアのビジネスモデルを持ち込んだ。社長はANA出身者がつとめ、事業運営はエアアジアが主導した。日本独自のサービスとして、旅行会社経由で航空券を購入できるようにしていた。
2012年（平成24年）5月時点で、3年後に300億円、5年以内に1,000億円の売上高を目指すとした。
同時期に、Peach Aviationやジェットスター・ジャパンが設立されたことで、『本格的なLCC時代の到来』や『LCC元年』と報道機関より報道されたりした。
成田国際空港をハブ空港に、2013年（平成25年）3月より中部国際空港を第2拠点にした。2012年（平成24年）8月1日から国内線、同年10月28日から国際線をそれぞれ就航した。
既存航空各社の半額から3分の1という低価格な運賃を設定し、運航初年度から黒字を見込んでいた。搭乗率は、就航当初はキャンペーン料金などでも安定運航できる80%を超えたが、ハブとする成田空港の発着時間制限などにより、同年11月および12月の搭乗率は50%台に低迷していた。

### エアアジアとの提携解消、運航休止
2013年（平成25年）6月10日に、エアアジアとの提携解消の報道が各社より行われ、同年6月25日、親会社であるANAホールディングスとエアアジアが正式に合弁の解消を発表。提携解消発表後の6月28日、ANAホールディングスがエアアジアの所有していた全株式を購入し、100%子会社化した。
提携解消の背景には、日本流ビジネス文化に対する双方の親会社の意識の溝があったとされている。エアアジア側が日本国外で成功していたビジネスモデルを持ち込みたいのに対し、ANA側は日本に適したサービスを求め、双方の意見の溝は埋まらなかった。消費者に価格破壊をアピールしてすべての航空会社に対して競争姿勢を貫くエアアジアと、傘下の航空各社との棲み分けを図りながら外資系格安航空会社の日本国内での増長を阻止しようとするANAとでは、合弁に対する目的自体が根本から異なっていた。
提携解消発表時、ANAは今後も成田空港を中心とした格安航空事業は続ける方針であるとし、10月31日まではエアアジア・ジャパンとして運航するとしていた。
提携解消発表直前でも、搭乗率は53%と、採算ラインの70%を下回っていた。不振の理由には、成田空港の23時以降就航が制限された事により機体のやりくりの関係で欠航が増加したこと、欠航時の代替交通手段や宿泊施設の手配を行わないこと等が挙げられる。また、ウェブサイトやコールセンターが分かりにくいなどの原因もあり、日本的なサービスを取り入れて業績が好調であったPeachに対し、エアアジア・ジャパンは不調であった。日本独自のサービス、旅行会社経由での航空券購入についてもエアアジア側は提携解消時まで難色を示していた。2013年3月期の営業損益は35億円の赤字になった。
提携解消発表後の2013年（平成25年）8月、日本国内線の搭乗率が88.4%と過去最高を記録。全体でも79.5%の高水準を記録した。事業縮小直前の2013年（平成25年）8月時点で週196便を就航していた。
エアアジアへの機材返却のため、名古屋/中部発着便は9月1日以降欠航した。また、中部空港の新ターミナル建設も2013年（平成25年）10月に延期が決まった。
2013年（平成25年）10月26日に、エアアジア・ジャパンとしての運航を終了した。

### バニラ・エアとして運航再開

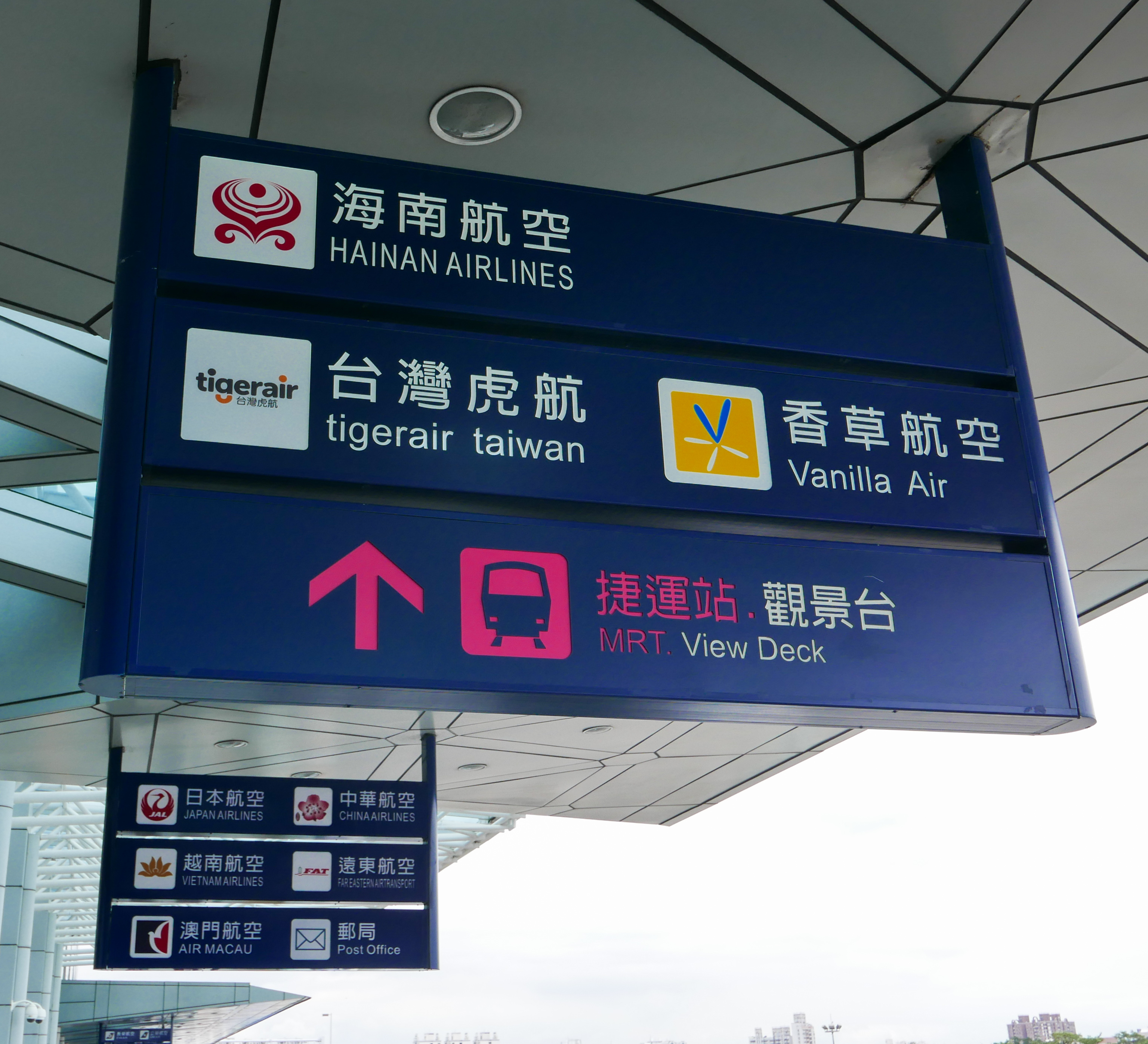
台湾での表記は「香草航空」
（高雄国際空港）

2013年7月30日にANAホールディングスが、エアアジア・ジャパンを継承する新格安航空会社の構想を発表。エアアジア・ジャパンを社名変更し、同年12月末より就航。ビジネス客は親会社のANAが担当し、新会社のコンセプトは「リゾート」とし、成田空港をハブにする事情より、日本国内路線での需要確保が困難と判断し、日本国外の観光路線に特化することにした。日本国内は当面、札幌/新千歳・沖縄/那覇などの観光需要が期待できる路線のみ就航するとした。新社名は、8月半ばに発表するとした。
社長兼CEOに同年8月1日付で、石井知祥・前AIRDO営業本部長（ANA出身）が就任。人材は、エアアジア・ジャパンを引き継ぎ、経営の主導権はANA出身者が握ることになった。
2013年（平成25年）8月20日に、同年11月1日付で社名をバニラ・エアに変更し、12月20日から運航を再開することを明らかにした。Simple, Excellent, New Basic という3つのコンセプトを掲げている。合わせて、中部空港から一時撤退することも発表された。同日の社長の会見で3年以内に、単年度での営業黒字化を目指すとした。また、ホームページのURLもwww.vanilla-air.comに変更された。
就航路線など運航計画等は同年9月30日に正式発表。新制服も発表された。
バニラ・エアへの生まれ変わりに伴い、エアアジア流のサービスを、日本流の親しみやすいサービスに変更。日本人の嗜好に合わせたビジネスモデルを追求し、第1段階としてウェブ予約サービスを刷新。エアアジアのシステムを流用していたものを新規開発システムに切り替えた。チェックインの締め切り時間も出発時刻の45分前から30分前に改めた（国際線は50分前）。
手荷物を預ける手数料についても、エアアジア・ジャパン時代は20 kgまで999円で事前予約が必要だったところ、一部の料金プランを除いて20 kgまでを無料に改めた。
2013年（平成25年）11月1日、航空券の販売を開始し、「わくわくバニラ」運賃を全路線1,000円（約13,000席限定）としたが、
ウェブサイトに1秒あたり8,000回のアクセスがあり、予約が取りにくい状況となった。
経営方針が変化したことで、ANAセールスやH.I.S、ビッグホリデーなどによる募集型企画旅行も実施されるようになった。
2013年（平成25年）12月20日に、バニラ・エアとして、東京/成田 - 沖縄/那覇線と台北/桃園線で運航再開した。
2013年（平成25年）から2014年（平成26年）にかけての年末年始の予約状況は、12月12日現在で、沖縄/那覇線で81%、台北/桃園線で91%と高い予約率であり、12月24日から28日までは台北/桃園線が満席となった。
2016年（平成28年）1月にANAホールディングスから発表された「2016～2020年度 ANAグループ中期経営戦略」によると、日本発プレジャー（ANA未就航地／リゾート）路線への進出、中国大陸／沖縄発着国際線への参入による訪日需要のさらなる獲得、競争力のあるコスト構造の確立、高性能機材の導入検討を重点的な取り組みとしている。2020年度末の座席キロは、2015年度に比べて約3倍の増加を計画している。

### Peachとの統合、バニラ・エアの運航終了
2018年3月22日、同じANAホールディングス傘下のPeachと、2019年度末をめどに統合することが発表された。
2019年5月より順次路線がPeachへ移管され、10月26日をもって全路線の運航を終了。なお、一部路線は移管されずに運航を終了した。
保有機材は、全15機中12機を順次Peach仕様に改修する予定である。また、残りの3機はANAにリース返却される。

## 歴史

エアアジア・ジャパンとバニラエアに関する動き（クリックで拡大）

### エアアジア・ジャパン
- 2011年（平成23年）
  - 8月31日：エアアジア・ジャパンとして会社設立[11]。当初の本店所在地は、東京都港区東新橋に置いていた[10]。
  - 10月27日：事業許可申請[58][59]
- 2012年（平成24年）
  - 2月2日：航空運送事業許可[60][61]
  - 8月1日：東京/成田 - 札幌/新千歳線・福岡線就航[20]
  - 8月3日：東京/成田 - 沖縄/那覇線就航
  - 10月28日：東京/成田 - ソウル/仁川線就航[20]
  - 11月28日：東京/成田 - 釜山線就航[20]
  - 12月17日：社長兼CEOを岩片和行から取締役の小田切義憲に交代[20]。岩片は代表権のない会長となる。
  - 12月18日：本社機能を千葉県成田市古込字古込1番地1（成田国際空港内）に移転[62]。
- 2013年（平成25年）
  - 1月：本店も成田国際空港内に移転する[62]。
  - 1月31日：会長・岩片和行が退社。岩片は翌2月1日付で全日本空輸に復帰[63]。
  - 3月31日：名古屋/中部 - 福岡線就航、中部国際空港（セントレア）を第2ハブ空港に指定[20]
  - 4月26日：名古屋/中部 - 札幌/新千歳線・ソウル/仁川線就航[64][65]
  - 6月11日：エアアジアおよび全日本空輸が合弁解消を示唆しているとの報道がなされる[66][67]。ただし、この時点でエアアジア・ジャパンは合弁解消について否定していた[68]。
  - 6月25日：合弁解消がエアアジアとANAホールディングスの双方で正式に発表された[24][69]。
  - 6月28日：資本構成の変更が実施され、エアアジアが所有する全株式をANAホールディングスへ売却した[3]。
  - 7月3日：東京/成田 - 台北/桃園線就航[70][71]
  - 8月1日：社長兼CEOを小田切義憲から前AIRDO営業本部長・石井知祥に交代。小田切は顧問となる。
  - 8月20日：新商号・ブランド名を「バニラ・エア」（Vanilla Air）にすると正式発表[38]。
  - 8月31日：名古屋/中部 - 札幌/新千歳線（1日1便）・福岡線（1日2便）・ソウル/仁川線（1日1便）がその日以降欠航する[72]。
  - 9月30日：バニラ・エアとして運航する路線・詳細の運航計画を発表[1]。東京/成田 - 沖縄/那覇線（1日1便）を廃止。東京/成田 - 札幌/新千歳線を減便（1日3便→1便）。
  - 10月26日：東京/成田 - 札幌/新千歳・福岡・ソウル/仁川・釜山・台北/桃園線の運航を終了した[35]。これにより、「エアアジア・ジャパン」ブランドでの運航を終了[73]。

### バニラ・エア
- 2013年（平成25年）
  - 11月1日：商号・ブランドを「バニラ・エア」に変更し[3]、バニラ・エア便の予約受付を開始。
  - 12月20日：バニラ・エアとして運航再開。東京/成田 - 沖縄/那覇線・台北/桃園線 運航再開[42][52]。
- 2014年（平成26年）
  - 1月29日
    - 東京/成田 - 札幌/新千歳線 運航再開[42]。
    - 札幌/新千歳 → 東京/成田便が、油圧系統の不具合を起こし、これにより数日間、大量の欠航便を出す事態となった。

  - 3月1日：東京/成田 - ソウル/仁川線 運航再開[42]。
  - 5月16日：機長不足により、同年6月1日から6月30日までの間に計154便を欠航することを発表[74]。
  - 6月4日：ファッションモデルの岩﨑名美を公式たびトモとして起用し、オフィシャルブログなどでバニラを利用した旅情報の発信していくことを発表[75]。
  - 7月1日：東京/成田 - 奄美線 就航開始[76][77][78][79]。
  - 11月2日：東京/成田 - 香港線 就航開始[80][81]。
- 2015年（平成27年）
  - 2月1日：東京/成田 - 高雄線 就航開始。
  - 4月8日：東京/成田のチェックイン・カウンターを従来の第2ターミナル北1階から、格安航空会社向けとして新設された同第3ターミナル2階へ移動[82]。
- 2016年（平成28年）
  - 4月1日 : 五島勝也が社長に就任[83]
  - 4月27日：大阪/関西 - 台北/桃園線 就航開始[84]。
  - 5月16日：アジア太平洋地域の大手LCC8社によるバリューアライアンスの設立、参加を発表[85]。
  - 9月14日：沖縄/那覇 - 台北/桃園線、台北/桃園 - ホーチミン線 就航開始[86]。
  - 12月25日：東京/成田 - セブ線 就航開始[87]。
- 2017年（平成29年）
  - 2月18日：東京/成田 - 大阪/関西線 就航開始[88]。
  - 2月19日：東京/成田 - 函館線 就航開始[89]。
  - 3月18日：大阪/関西 - 函館線 就航開始[90]。
  - 3月26日：大阪/関西 - 奄美線 就航開始[91]。
- 2018年（平成30年）
  - 3月22日 : 2019年度末をめどに、Peachと統合すると発表[55]。
  - 3月24日 : 台北/桃園 - ホーチミン 運休[92]。
  - 3月25日 : 福岡 - 台北/桃園 就航開始[93][94]。
  - 7月1日 : 東京/成田 - 石垣、那覇 - 石垣、就航開始[95]。
  - 11月2日：Peach Aviation株式会社との統合準備のため、同社の井上慎一代表取締役CEOが代表取締役社長に、森健明取締役副社長が取締役副社長にそれぞれ就任。
  - 12月17日：Peach Aviationとの統合により、2019年10月26日を以て運航終了を発表。サマーダイヤ(2019年3月31日 - 10月26日)期間中に運航本数・路線を段階的に縮小する[96]。
- 2019年（平成31年/令和元年）
  - 1月1日：ANAホールディングスが全株式をPeach Aviationに譲渡したため、Peach Aviationの完全子会社（ANAホールディングスの孫会社）となる。
  - 3月30日：東京/成田 - 函館線 運航終了[96]。
  - 5月6日：大阪/関西 - 奄美線 運航終了[96]。
  - 5月7日：大阪/関西 - 台北/桃園線 運航終了[96]
  - 5月31日：東京/成田 - 沖縄/那覇線・香港線、沖縄/那覇 - 台北/桃園線・石垣線 運航終了[96]。
  - 8月31日：東京/成田 - 札幌/新千歳線・奄美線 運航終了[96]。
  - 9月29日：東京/成田 - 石垣線 運航終了[97]。
  - 9月30日：東京/成田 - 高雄線 運航終了[96]。
  - 10月26日：東京/成田 - 台北/桃園線、福岡 - 台北/桃園線 運航終了[96]。これにより全ての路線で運航を終了した。
  - 11月1日：運航終了に伴う事務処理担当を除く社員のPeachへの転籍が完了[98]。
- 2021年（令和3年）
  - 3月15日：清算結了、法人格消滅[9]。

## 保有機材
- エアバスA320型機：新造機の180席仕様。かつては元ANA機の166席仕様も存在した[99]。
  - 新造機にはすべてシャークレットが装備されている。2017年2月22日、航空機リース会社AWASはANAホールディングスとバニラエア運用のため、2018年以降納入予定でA320を5機リース契約を締結[100]。
  - 「2016～2020年度ANAグループ中期経営戦略」では保有機数を25機にまで拡大を計画していた[101]。
  - バニラエアの運航終了に伴い、全15機中12機を順次Peach仕様に改修する予定[56]であり、下の表は改修前の情報である。
  - Peachに移管しない3機（JA01VA・JA02VA・JA03VA）はANAに移管する[102]。リース契約が満了する1年程度の運航となるため、座席はANA移管後もそのままとなる。

| 機体記号 | 機種             | 機材受領・登録日 | 座席数 | 備考 |
| -------- | ---------------- | ---------------- | ------ | --- |
| JA01VA   | エアバスA320-214 | 2013年11月11日   | 180席  | 未塗装受領後大阪伊丹空港、ANAベースメンテナンステクニクスにて尾翼周辺が黄色基調の塗装 エアアジア・ジャパン時代にANAが発注した機体 2016年1月にエンジンをCFM56-5B6からCFM56-5B4載換でA320-216→A320-214に変更          |
| JA02VA   | エアバスA320-214 | 2013年12月13日   | 180席  | 白基調の塗装 エアアジア・ジャパン時代にANAが発注した機体 2016年1月にエンジンをCFM56-5B6からCFM56-5B4載換でA320-216→A320-214に変更                                                                                   |
| JA03VA   | エアバスA320-214 | 2014年1月14日    | 180席  | 白基調の塗装 エアアジア・ジャパン時代にANAが発注した機体 2016年1月にエンジンをCFM56-5B6からCFM56-5B4載換でA320-216→A320-214に変更                                                                                   |
| JA04VA   | エアバスA320-214 | 2014年9月24日    | 180席  | 客室座席1列目リラックスシートは エアアジア・ジャパン時代にANAが発注した機体（JA01～03VA）と 比較して約23センチ（9インチ）広く、内装がバニラエアの世界観を表現した新仕様 尾翼周辺が黄色基調の塗装                    |
| JA05VA   | エアバスA320-214 | 2014年10月7日    | 180席  | 客室座席1列目リラックスシートは エアアジア・ジャパン時代にANAが発注した機体（JA01～03VA）と 比較して約23センチ（9インチ）広く、内装がバニラエアの世界観を表現した新仕様 尾翼周辺が黄色基調の塗装                    |
| JA06VA   | エアバスA320-214 | 2014年11月3日    | 180席  | 客室座席1列目リラックスシートは エアアジア・ジャパン時代にANAが発注した機体（JA01～03VA）と 比較して約23センチ（9インチ）広く、内装がバニラエアの世界観を表現した新仕様 尾翼周辺が黄色基調の塗装                    |
| JA07VA   | エアバスA320-214 | 2015年1月15日    | 180席  | 客室座席1列目リラックスシートは エアアジア・ジャパン時代にANAが発注した機体（JA01～03VA）と 比較して約23センチ（9インチ）広く、内装がバニラエアの世界観を表現した新仕様 尾翼周辺が黄色基調の塗装                    |
| JA08VA   | エアバスA320-214 | 2015年2月5日     | 180席  | 客室座席1列目リラックスシートは エアアジア・ジャパン時代にANAが発注した機体（JA01～03VA）と 比較して約23センチ（9インチ）広く、内装がバニラエアの世界観を表現した新仕様 尾翼周辺が黄色基調の塗装、機外灯火類LED対応 |
| JA09VA   | エアバスA320-214 | 2016年4月20日    | 180席  | 客室座席1列目リラックスシートは エアアジア・ジャパン時代にANAが発注した機体（JA01～03VA）と 比較して約23センチ（9インチ）広く、内装がバニラエアの世界観を表現した新仕様 尾翼周辺が黄色基調の塗装、機外灯火類LED対応 |
| JA10VA   | エアバスA320-214 | 2016年11月30日   | 180席  | 客室座席1列目リラックスシートは エアアジア・ジャパン時代にANAが発注した機体（JA01～03VA）と 比較して約23センチ（9インチ）広く、内装がバニラエアの世界観を表現した新仕様 尾翼周辺が黄色基調の塗装、機外灯火類LED対応 |
| JA11VA   | エアバスA320-214 | 2016年12月16日   | 180席  | 客室座席1列目リラックスシートは エアアジア・ジャパン時代にANAが発注した機体（JA01～03VA）と 比較して約23センチ（9インチ）広く、内装がバニラエアの世界観を表現した新仕様 尾翼周辺が黄色基調の塗装、機外灯火類LED対応 |
| JA12VA   | エアバスA320-214 | 2017年2月23日    | 180席  | 客室座席1列目リラックスシートは エアアジア・ジャパン時代にANAが発注した機体（JA01～03VA）と 比較して約23センチ（9インチ）広く、内装がバニラエアの世界観を表現した新仕様 尾翼周辺が黄色基調の塗装、機外灯火類LED対応 |
| JA13VA   | エアバスA320-214 | 2017年8月12日    | 180席  | 中国飛機租賃(China Aircraft Leasing Company:CALC)からリース予定 CALC日本初契約 |
| JA14VA   | エアバスA320-214 | 2017年12月16日   | 180席  | |
| JA15VA   | エアバスA320-214 | 2018年3月20日    | 180席  | |

退役機
| 機体記号 | 機種             | 機材受領・登録日 | 登録抹消日     | 座席数 | 備考 |
| -------- | ---------------- | ---------------- | -------------- | ------ | --- |
| JA8385   | エアバスA320-211 | 2014年2月28日    | 2014年10月11日 | 166席  | 元ANA用機材（1991年4月登録の中古機）白基調の塗装 JA04VAと入れ替え                                                                          |
| JA8391   | エアバスA320-211 | 2014年3月15日    | 2014年11月29日 | 166席  | 元ANA用機材（1992年4月登録の中古機エアーニッポン塗装で運航されていた時期がある） 白基調の塗装「LOHACOジェット」の特別塗装 JA05VAと入れ替え |
| JA8388   | エアバスA320-211 | 2014年4月18日    | 2014年10月30日 | 166席  | 元ANA用機材（1991年7月登録の中古機） JA8391より大きい「LOHACOジェット」の特別塗装 JA06VAと入れ替え                                         |

エアアジアとの提携解消発表の2013年6月25日時点で、ANAホールディングスとしては新規機材だけでなく、ANAが保有する機体も含め現状以上の機材規模を検討すると発表していた。
2013年7月30日の事業発表で、就航当初はエアバスA320型機を2機によって運航開始し、2013年度末までに5機体制化するとした。同年8月20日の社名発表時に、2014年度に8機、2015年度までに10機に増やす予定とした。
2013年11月14日に1号機の「JA01VA」、同年12月16日に2号機の「JA02VA」、2014年1月14日に3号機の「JA03VA」がそれぞれ成田空港に到着。180席仕様で、エアバス社の塗装ラインの都合上、塗装時期が運航再開に間に合わないため、ホワイトボディの新造機を受領し、伊丹空港に隣接する全日空整備にて機体を塗装をすることになった。
塗装後の、2013年12月3日に改めて初号機が報道陣に公開された。
1号機から3号機までは親会社であるANAがAWASからリースした新造機をANAからサブリースしたもので、当初はエアアジア・ジャパン向けとして発注されていた機材である。そのため、正式にバニラ・エア向けに発注された4号機以降とは内装が異なる。
2014年2月から4月にかけて受領した4号機から6号機は、ANAで使用していた中古機であり、座席配置をANA時代から変更を行わずに運用していたため、ANAから見れば同じ座席数で格安、バニラ・エアとしては新造機より座席数が少なく同じ料金で各客席の占有空間が広くなったり、ANA中古機はオーブン未設置のためホットミール提供不可などの機材による格差が発生する状況になっていた。

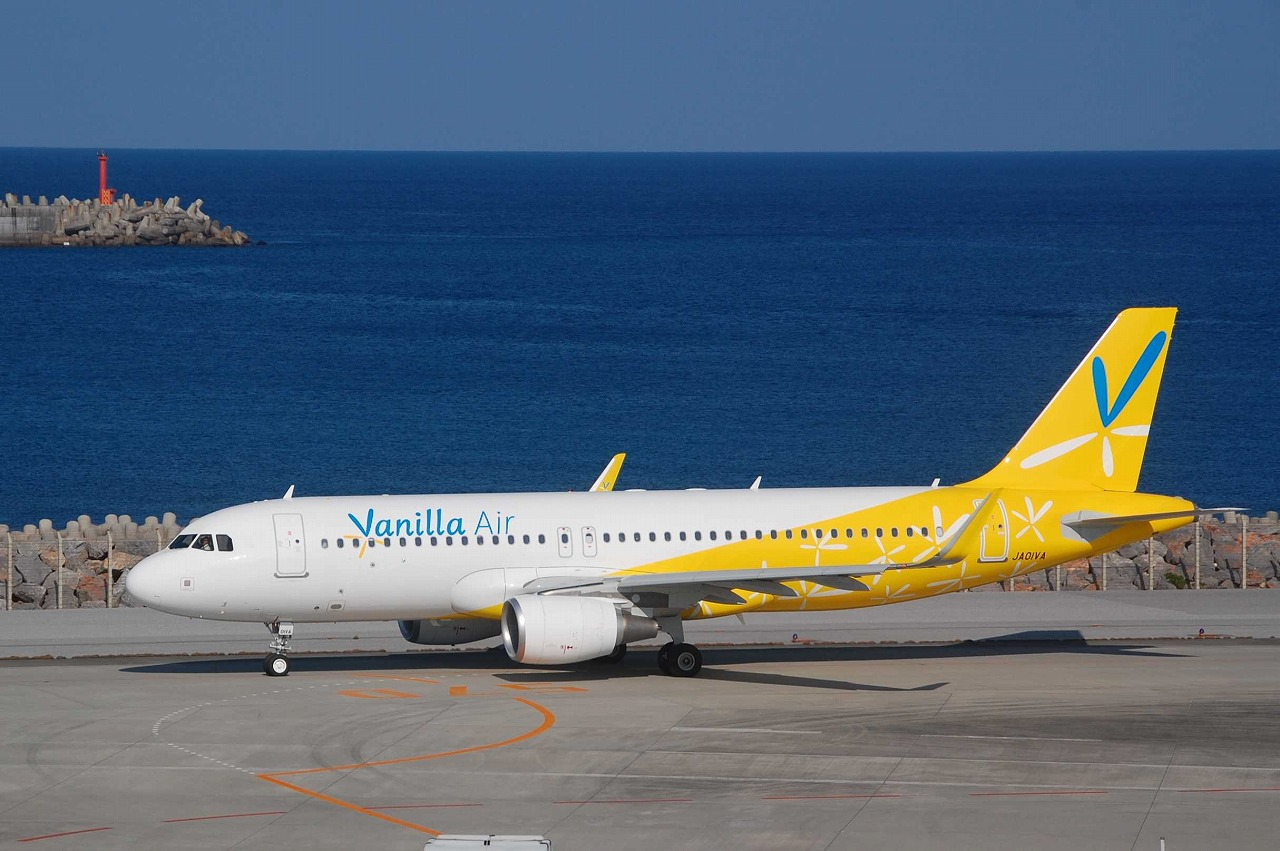
バニラ・エアの機材 （A320-216型機・JA01VA）
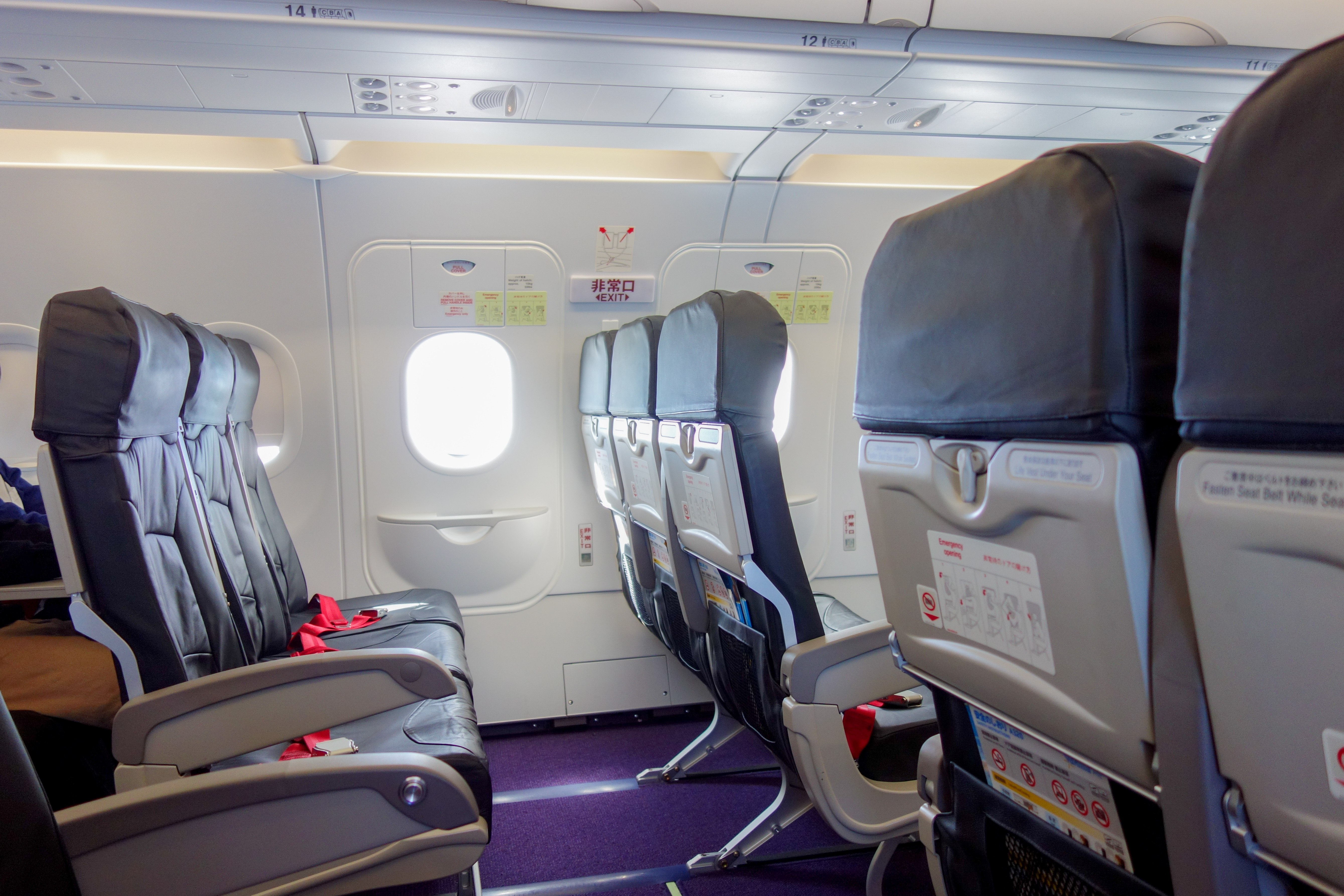
機内（非常口席の「リラックスシート」。180席仕様機）
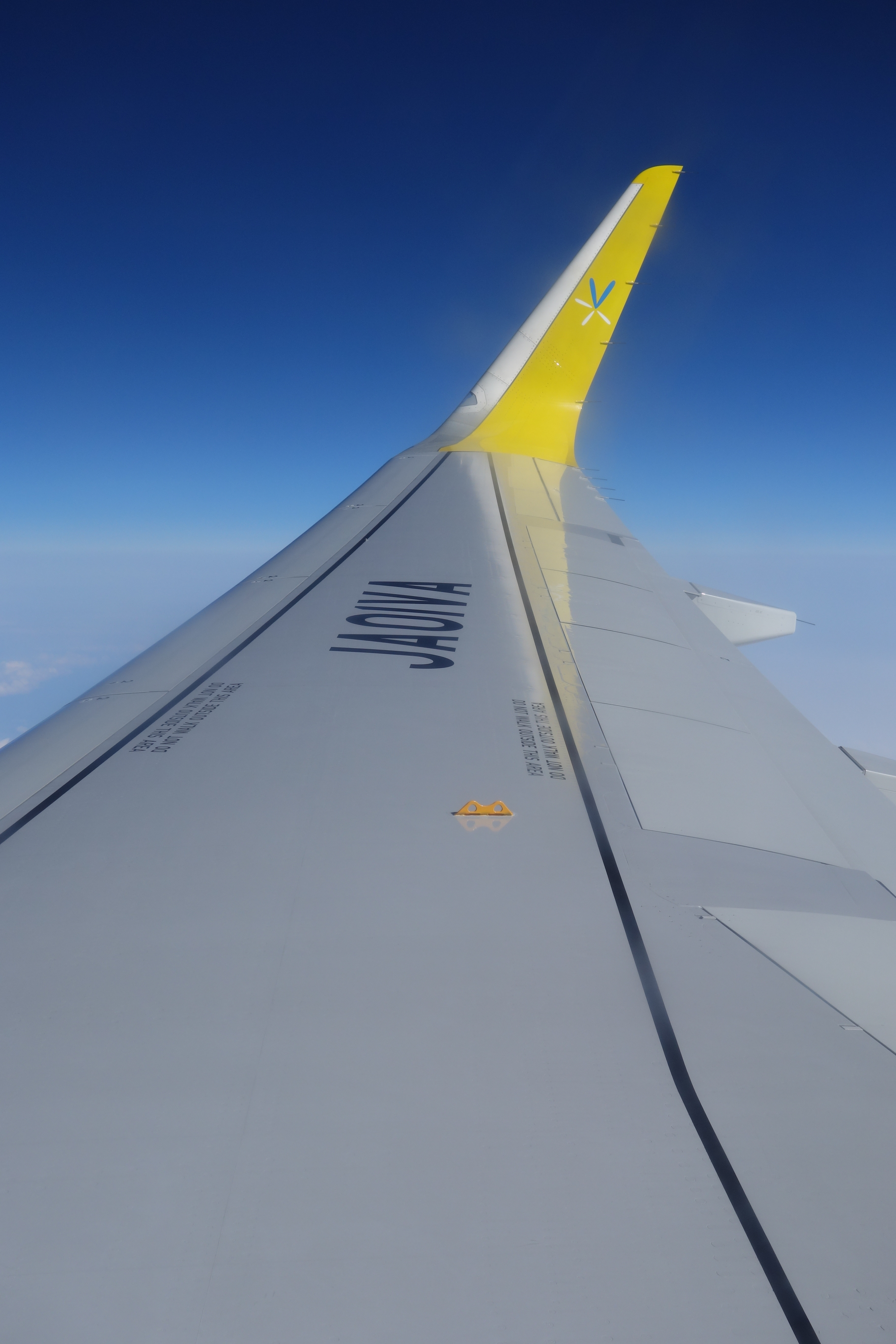
機内から見たシャークレット （A320-216型機・JA01VA）
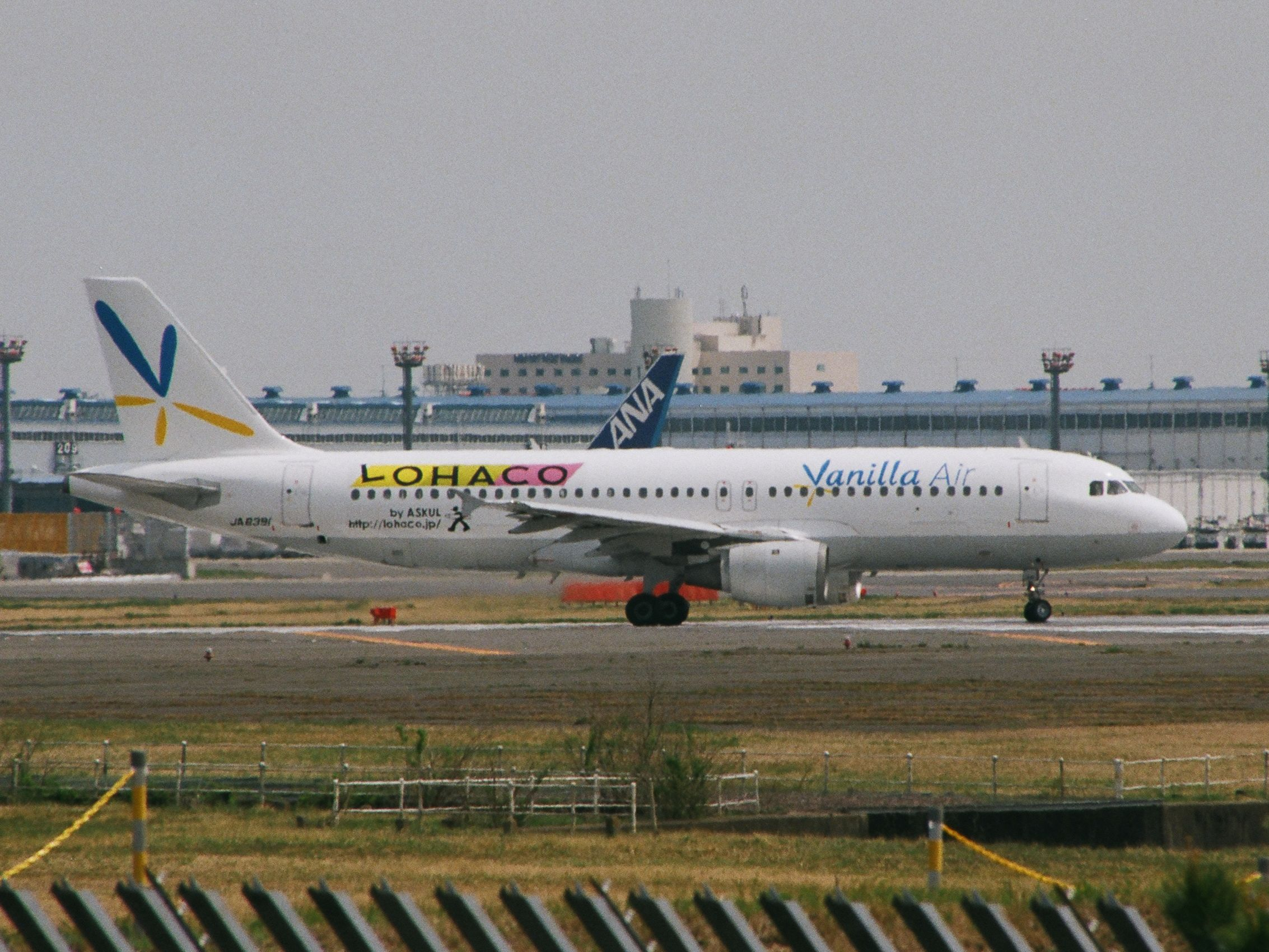
元ANAの機材 （A320-211型機・JA8391、現在は退役済）

## かつての就航路線
ピーチとの統合に伴い、2019年10月26日をもって全路線の運航を終了した。

### 国内線
2019年9月29日をもって運航終了。

### 国際線
2019年10月26日をもって運航終了。

### 過去の運航路線

#### 国内線
- 東京/成田 - 札幌/新千歳、函館、大阪/関西、奄美、沖縄/那覇、石垣
- 大阪/関西 - 函館、奄美

- 沖縄/那覇 - 石垣

#### 国際線
- 東京/成田 - 台北/桃園、ホーチミン（台北/桃園を経由する以遠権フライト）、高雄、ソウル/仁川、香港、セブ
- 大阪/関西 - 台北/桃園
- 福岡 - 台北/桃園
- 沖縄/那覇 - 台北/桃園

## 運賃
下記の3つの運賃体系となる。
|            | コミコミバニラ              | シンプルバニラ   | わくわくバニラ |
| ---------- | --------------------------- | ---------------- | -------------- |
| 受託手荷物 | 無料（20kg）                | 有料 2,000円～   | 有料 2,000円～ |
| 座席指定   | 無料 （スタンダードシート） | 有料             | 有料           |
| 予約変更   | 手数料 500円～              | 手数料 4,000円～ | 不可           |
| 払い戻し   | 手数料 3,000円～            | 不可             | 不可           |

「わくわくバニラ」は、販売期間、搭乗日が限定されている。
預け手荷物の超過分については、別料金となっている。

## サービス

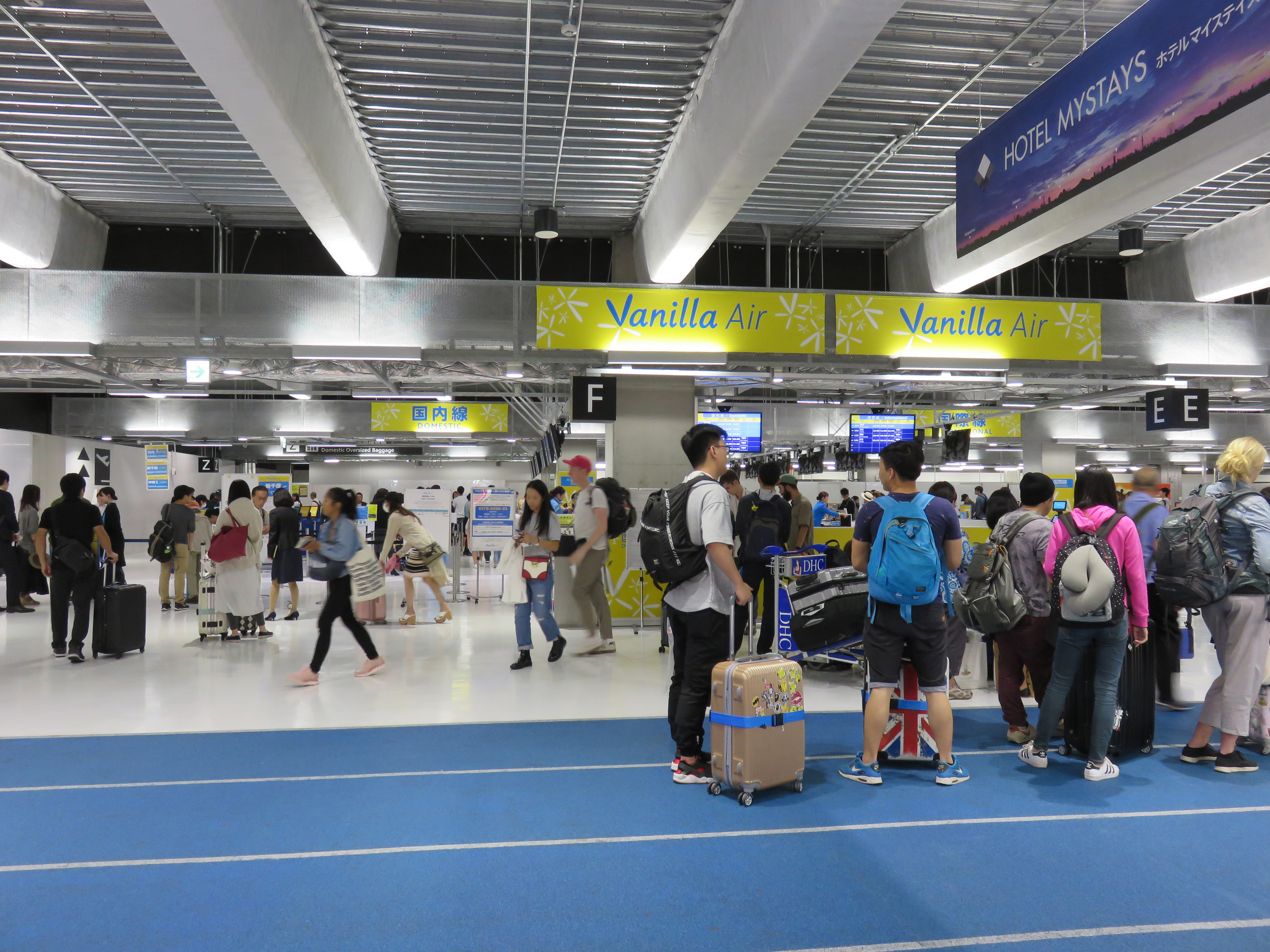
成田空港のチェックインエリア （第3ターミナル）
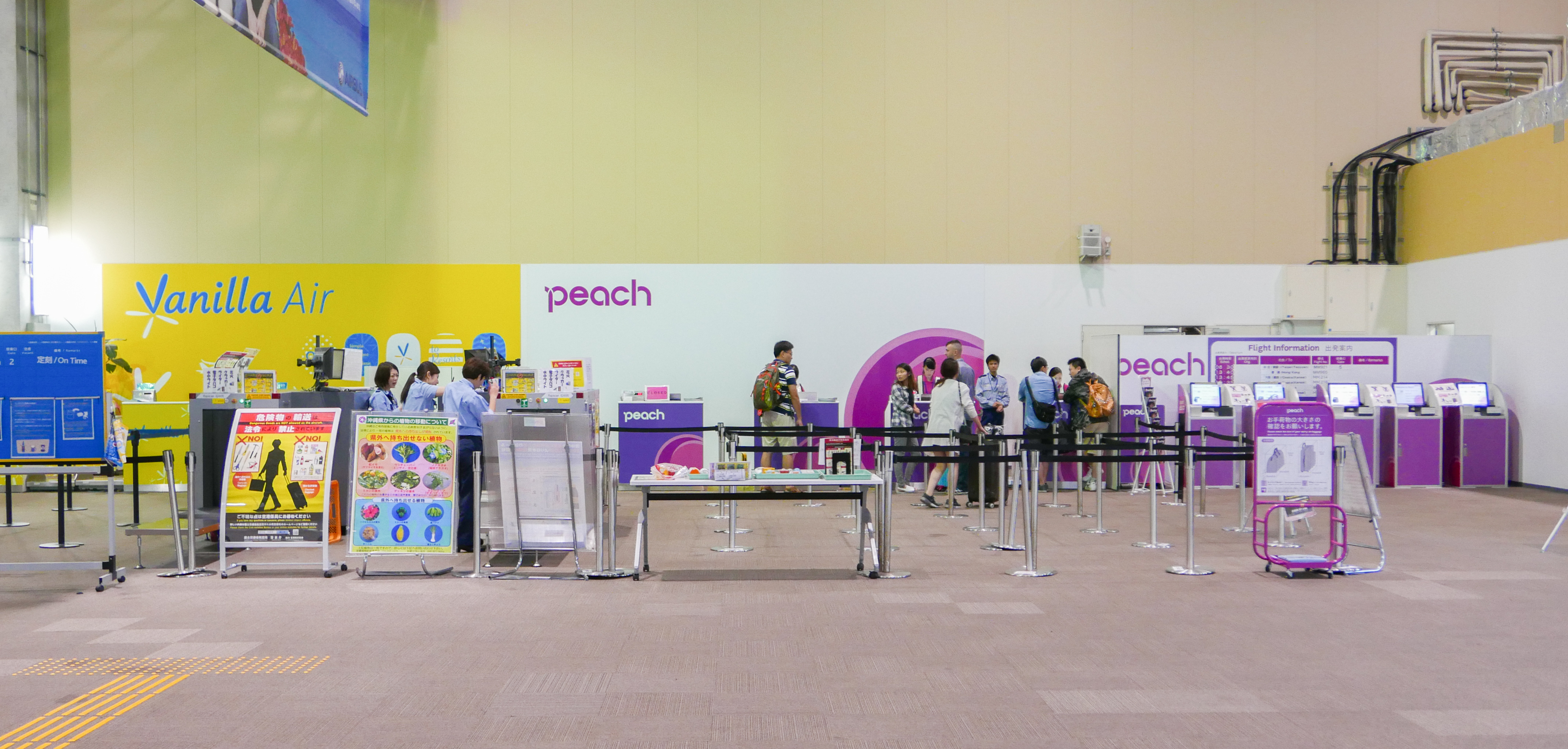
那覇空港のチェックインカウンター （LCCターミナル、Peachと共に入居、現在は連結ターミナルに移動済)
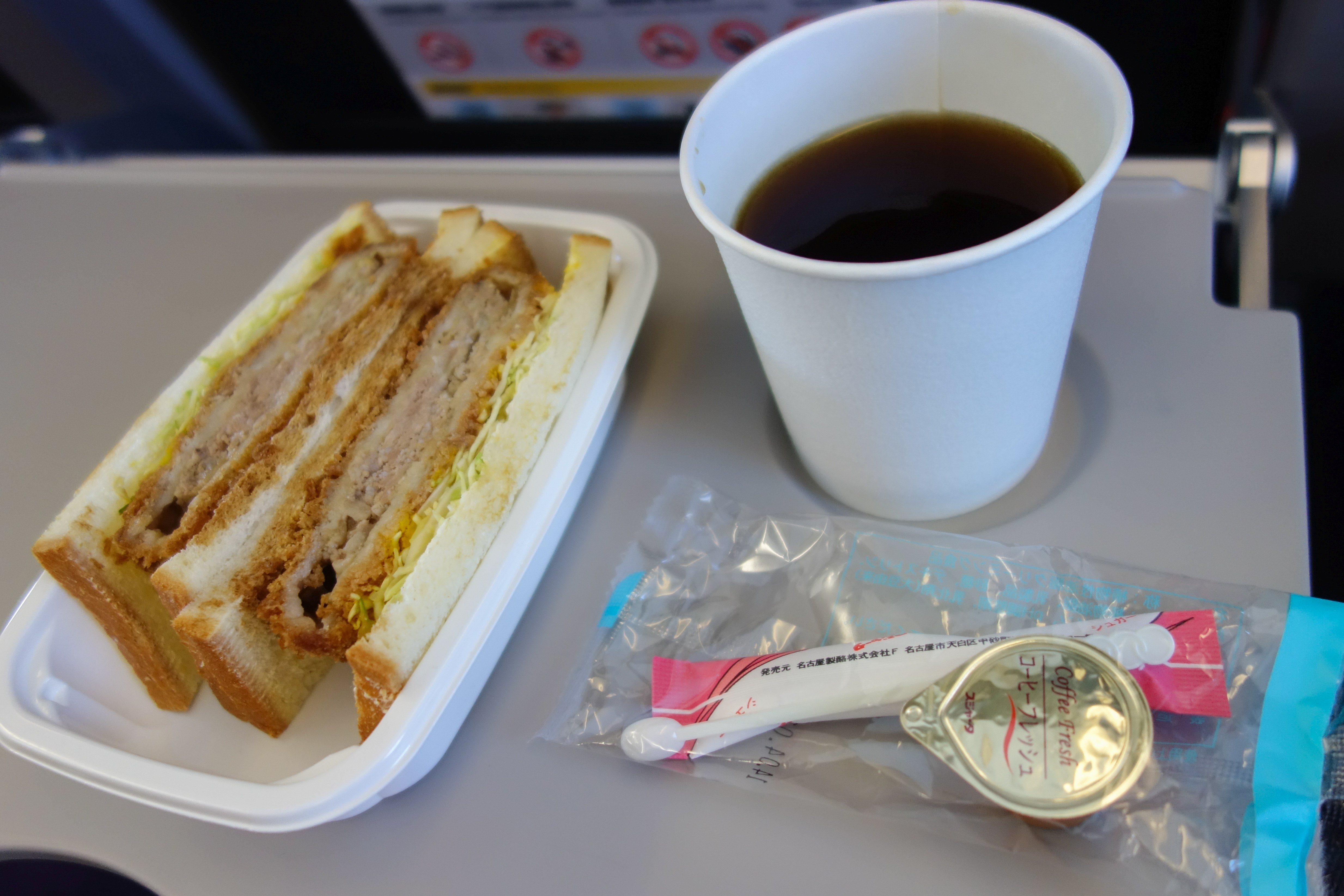
お肉好きのメンチカツサンド バニラマカダミアコーヒー

機内では、「フライトごはん」としてホットミール、サンドウィッチ等を販売するほか、「バニラエア特製 とろ〜りクリームパン」などの軽食、飲料を販売する。乗客が持ち込んだアルコール類を機内で飲酒することは認められていない。
機内誌として、機内誌初のクーポン誌「バニラエアのたびクーポン」＜たびクーポン合同会社（本社札幌市）＞の無料配布をしている。インバウンド向けに4カ国語表記、WEB版ではクーポンコードによる翻訳、地図・経路を連動している。また、2017年4月1日に季刊機内誌「VANILLA PRESS」を創刊した。

## トラブル・不祥事
- 2014年1月29日から2月1日までの間、初号機である「JA01VA」の油圧系統の一部に不具合が生じて点検したところ部品交換が必要となり、この部品を海外から取り寄せとなったため、期間中に1月29日に4便、30日・31日・2月1日に6便ずつ、と期間中の全運航便数が12便のため、最大 半数の大規模欠航が発生した。この欠航対応の際、欠航案内が当日空港で乗客がチェックインするまで分からなかったり、払戻・変更対応も窓口が限られ電話に至っては月曜日から金曜日までの昼間のみの対応や利用者の格安航空会社に対する運賃システムの不理解により混乱を来した。

- 2014年5月3日、那覇発成田行きJW806便にて前脚のステアリングにトラブルが発生し、2時間20分の遅延[137]。

- 2014年5月16日に、機長の退職や新規採用が予定通りに進まず運航要員が確保できないため、同年6月1日から30日までの間に運航される計154便の欠航を決定・発表した。なお、7月1日以降の運航便は機長の確保が出来るとのことで通常運航されている[138]。

- 2016年（平成28年）4月17日、JW104便（台北発成田着、乗客159名）に搭乗していた国際線旅客を、成田国際空港到着時に誤って国内線ターミナルへ誘導し、50名の搭乗客が入国に必要な手続きを経ずに、日本へ密入国した事案が発生、一部乗客の申し出で発覚した[139]。
  - 当日、15時から17時頃まで、成田国際空港付近が強風のため数便のゴーアラウンド・ダイバートが発生[140]。JW104便は中部国際空港へダイバートし、給油を行った後に、成田国際空港へ21時45分に到着後、成田国際空港・東京空港交通の配車担当者が、同便を中部国際空港発の国内便と誤認し[141]、乗客は3台のランプバスに分乗し、全てが成田国際空港の国内線到着口へ案内された（このため、一時は159名全てが東京入国管理局成田空港支局を通過しない「日本への密入国」となってしまった）[142]。
  - これに対し国土交通省航空局長は、当該旅客の入国手続きを確実に済ませてそれを同省に連絡することと、再発防止策を検討して2016年（平成28年）4月22日までに同省に連絡するよう厳重注意を行った[143][144][145]。
  - 今回の事態を受け国土交通省航空局長に4月22日にバニラ側が提出した報告書では①バス会社で配車担当者がバニラエアからバス会社へ運行指示の変更が電話のみで行われ、正確に伝わっていなかったため、JW104便がダイバート先の中部国際空港から到着したことから国内線と誤認識し、運行指示を出していたこと、②バス配車から駐機場、バス到着口までの動線上でエラーに気づく仕組みがなかったこと、③不具合の未然防止を目的とした定期会議などを設定しておらず運行管理状況の品質管理体制の確立が不十分だったことの3点を挙げ、対策として4月18日からランプ構内バス運行会社への配車連絡方法を国際線、国内線の別をより分かりやすく、誤認防止と到着時刻変更等による配車変更時は、電話やFAXなどを併用した相互確認を強化、徹底し、4月21日からバス運転手はバス到着口に到着する前に、バス会社内で国際線、国内線の最終確認を実施、4月28日から到着バス担当者を新たに設置し、配車前にバス運転手と相互確認を行うことで、未然防止を図るとした。また、5月には不具合発生の未然防止を目的とした定期的な会議の場を新設し、継続的に委託業務の実施状況の確認を行うこととした[146][147]。
  - バニラ・エアでは石井知祥会長と五島勝也社長に対し、それぞれ減俸20 %・1か月の処分を下し[148]、また、東京空港交通も増井健人代表取締役社長を1カ月25%の減俸処分を下した[149]。

- 2017年（平成29年）6月5日、奄美空港発関西国際空港着の便で、脊椎損傷による半身不随のため、車椅子を利用している身体障害者である男性搭乗者に対して、階段式のタラップを車椅子から降ろし、自からの腕力のみでタラップを這い上らせる事件が発生した[150]。往路である6月3日に、関西国際空港の搭乗カウンターで写真が提示され、「奄美空港で降機する際、タラップになるため歩けない人は搭乗できない」ということを案内されたため、男性は「同行者の手助けで上り下りする」と答えて、降機の際は、同行者が男性を担いでタラップを下りた。帰省する同5日に関西国際空港行きの便に搭乗する際、バニラ・エアから業務委託されている空港職員から「往路で車椅子を担いでタラップを下りたことは同社の規則違反であった」と発言があった。その後、「同行者の手伝いのもと、自力で階段昇降をできるなら搭乗可能」と説明されたため、同行者が往路と同様に車椅子ごと担ごうとしたが奄美空港の職員が制止した。男性は車椅子を降りて、階段を背にして17段あるタラップの一番下の段に座り、腕の力を使って一段ずつずり上がり、3分から4分かけて上ろうとした。その際、空港職員は「それもだめです」と発言した。その後にそのまま黙って誰も手伝わなかったと報道された[151]。しかし、空港職員に駄目だと言われた後も、同行者に男性が足首を持ってもらって腕で上っている途中で、バニラエアの客室乗務員が機内から駆け下りて来て、ドアの前で小型の機内用車椅子に乗り移って搭乗出来たと書いている[152]。同社はその後「やり取りする中でお客様が自力で上ることになり、こんな形での搭乗はやるべきでなく、本意ではなかった。不快にさせた」と男性に謝罪し、奄美空港向けに急遽、アシストストレッチャー（座った状態で運べる担架）を導入し、その後、階段昇降機も導入することを決定した。
  - バニラエアは「車椅子をご利用の方へ」で予約時に歩行状況、車椅子の仕様、付き添いの有無の3点を出発日の5営業日前までに、車椅子 仕様確認フォームを会社へFAXにて送付してくださいと公式ウェブサイトに載せていた。さらに「奄美大島線ご利用のお客様へ」で奄美空港施設要件に伴い、奄美空港出発/到着時にターミナルに接続されている搭乗橋をご利用いただけない場合がございます。その際には、アシストストレッチャー（階段昇降器）を利用する階段昇降であり、事前確認の必要があるので出発前に予約センターまで問い合わせをお願いしますと記載していた[153]。その一方で当該男性は、空港設備の問題を理由に搭乗拒否される恐れがあるため、意図的に事前申告をしなかったことを明かした[152][154]。
  - 同社による上記の様な注意書きを含め、本件の事案は、障害者差別解消法に違反するという指摘もある[155]。当該男性障害者も障害者差別解消法に基づいて、鹿児島県障害福祉課（障害者権利擁護センター）と大阪府福祉室障がい福祉企画課に異議申し立て（相談）を行い[152]、鹿児島県障害福祉課は、障害者差別解消法 第5条で努力義務と規定された合理的配慮が足りなかったとして、同社に改善を打診した[156]。両担当課は連携して対応し、同社の謝罪と改善に繋がったとしている。なお、同社がホームページに掲載している事前連絡については、強制ではなく「協力のお願いであること」を明らかにしている[157]。

- 2017年（平成29年）6月18日、JW304便（香港発成田着、乗客168名）の搭乗客のうち34名への誘導を誤り、2016年（平成28年）4月と同様、成田国際空港の国内線カウンターにバスを誘導してしまい、入国審査・検疫・税関検査を経ずに、搭乗客を日本へ密入国させた事案がまた発生し、同社の降りた搭乗客への誘導に関する運航管理体制の不備が改めて露呈させた[158]。
  - これに対し国土交通省航空局長は、入国に必要な手続きに関係する各官署と連携を密にとり、誤って入国した旅客について、確実に入国に必要な手続きを済ませるよう、責任をもって対応にあたり、結果を随時報告することと今般の事案発生の原因究明と再発防止策を至急検討し、文書にて同年6月23日までに報告することとして厳重注意を行い[159]、同月23日の同社報告書提出を受け同月27日付で再発防止策の実施体制の整備及びその履行及び輸送の責任主体としての意識の再徹底の講じた措置については、同年7月31日までに報告するよう業務改善勧告も行った[160]。
  - 今回の事態を受け国土交通省航空局長に同年6月23日にバニラ側が提出した報告書では①バス運転手と同社到着バス担当による配車内容の確認について、2台目以降のバス運転者に対して、同社到着バス担当からの直接の確認が出来ていなかったこと、②バス到着口に到着する前に、バス運転手とバス配車担当者間で内際区分に関する無線による相互確認を行うことになっているが、バス運転手の誤った確認内容に対し、バス配車担当が気づかなかったこと、③国内線バス到着口に、誤って国際線バスが来た場合、誤りを確認し、お客様の降車を防止する仕組みがなかったこと、④お客様からの申告を受けるまで、国際線で到着されたお客様が誤って国内線バス到着口で降車されたことを把握出来ていなかったことの4点を挙げ、対策として6月20日から国内線到着口に配置している空港警備員が、到着バスの「内際別表示プレート」を確認し、万一、国際線表示のバスが誤って国内線バス到着口に到着した場合、バス運転手に対してお客様の降車を行わないよう指示、国際線バス到着口に向かうよう指示し、複数のバスが同時に到着する場合は、1台ずつ確認すること、6月21日からは無線確認の回数を現行の到着口到着前に行う1回から機側を出発する際も行うことで2回の確認を行いまた、バス配車担当者とバス運転手の無線交信の内容をバス配車サブ担当者が確認すること、6月23日からは地上係員がバスに乗り、到着した機体のそばに向かい地上係員はすべてのバス運転手と、バスに掲出する「内際別表示プレート」など配車内容の確認し、最後に出発するバスでターミナルに戻る体制を確立し、6月26日から到着時は1人だった地上係員を2人に増員し、最初のバス到着口到着時確認し、最後のバス到着口到着後最後の乗客が間違いなく入国審査を受けられるよう誘導するよう対応するとした[161]。

- 2017年7月9日、台北を早朝に出発し関西国際空港へ午前8時半頃到着したJW172便エアバスA320-200型機（機体番号：JA08VA）で化粧室内の外壁パネルが意図的に外されて中に複数のポーチに入った数十キロの金塊が隠されていたのを同社客室乗務員が飛行中に発見し、着陸後警察に通報した。該当機は現場検証及び安全確認のため、次便運航予定だった関西国際空港発奄美大島行きJW873便は約4時間遅れで運航された[162]。
  - 後日、他の同社同型機の化粧室を調査したところ保有する11機中4機で同様の細工されたり、しようとした痕跡が発見された。同社と税関は同機が国際線運航後国内線で運航される機材運用情報を利用され、免税で国外入手された金塊を税関を通過せずに国内へ持ち込み換金し、消費税分の利益を上げようとした犯行の可能性があるとして警戒を強めるとした[163]。

## （旧）エアアジア・ジャパン
以下の情報は（旧）エアアジア・ジャパン時代のものであり、バニラ・エアおよび2014年設立のエアアジア・ジャパンの情報とは大きく異なる。

### 就航路線

#### 国内線
- 東京/成田 - 札幌/新千歳、福岡、沖縄/那覇
- 名古屋/中部 - 札幌/新千歳、福岡

#### 国際線
韓国
- 東京/成田 - ソウル/仁川、釜山
- 名古屋/中部 - ソウル/仁川

 台湾
- 東京/成田 - 台北/桃園

### 運賃
購入時期により運賃が異なる。
手荷物運賃は20kgまで999円で事前予約が必要。変更手数料が3,990円だった。空港到着後の超過重量分料金は1kgあたり1,500円だった。

#### 国内線
以下の情報は基本的に就航直前時のプレスリリースなどを基にしている。
| 区間                      | 運賃               | 備考                 |
| 東京/成田 - 札幌/新千歳   | 4,580円 - 18,880円 | 2012年5月30日発表時  |
| 東京/成田 - 福岡          | 5,180円 - 19,580円 | 2012年5月30日発表時  |
| 東京/成田 - 沖縄/那覇     | 6,680円 - 23,080円 | 2012年5月30日発表時  |
| 名古屋/中部 - 札幌/新千歳 | 5,080円 - 22,380円 | エアアジアプレスより |
| 名古屋/中部 - 福岡        | 4,180円 - 17,980円 | エアアジアプレスより |
| ------------------------- | ------------------ | -------------------- |

#### 国際線
| 区間                      | 運賃               | 備考                 |
| 東京/成田 - ソウル/仁川   | 6,980円 - 29,980円 | エアアジアプレスより |
| 東京/成田 - 釜山          | 6240円 -           | 2013年2月21日発表    |
| 東京/成田 - 台北/桃園     | 8,580円 -          | 2013年6月13日発表    |
| 名古屋/中部 - ソウル/仁川 | 5,980円 -          | 就航記事より         |
| ------------------------- | ------------------ | -------------------- |

### サービス

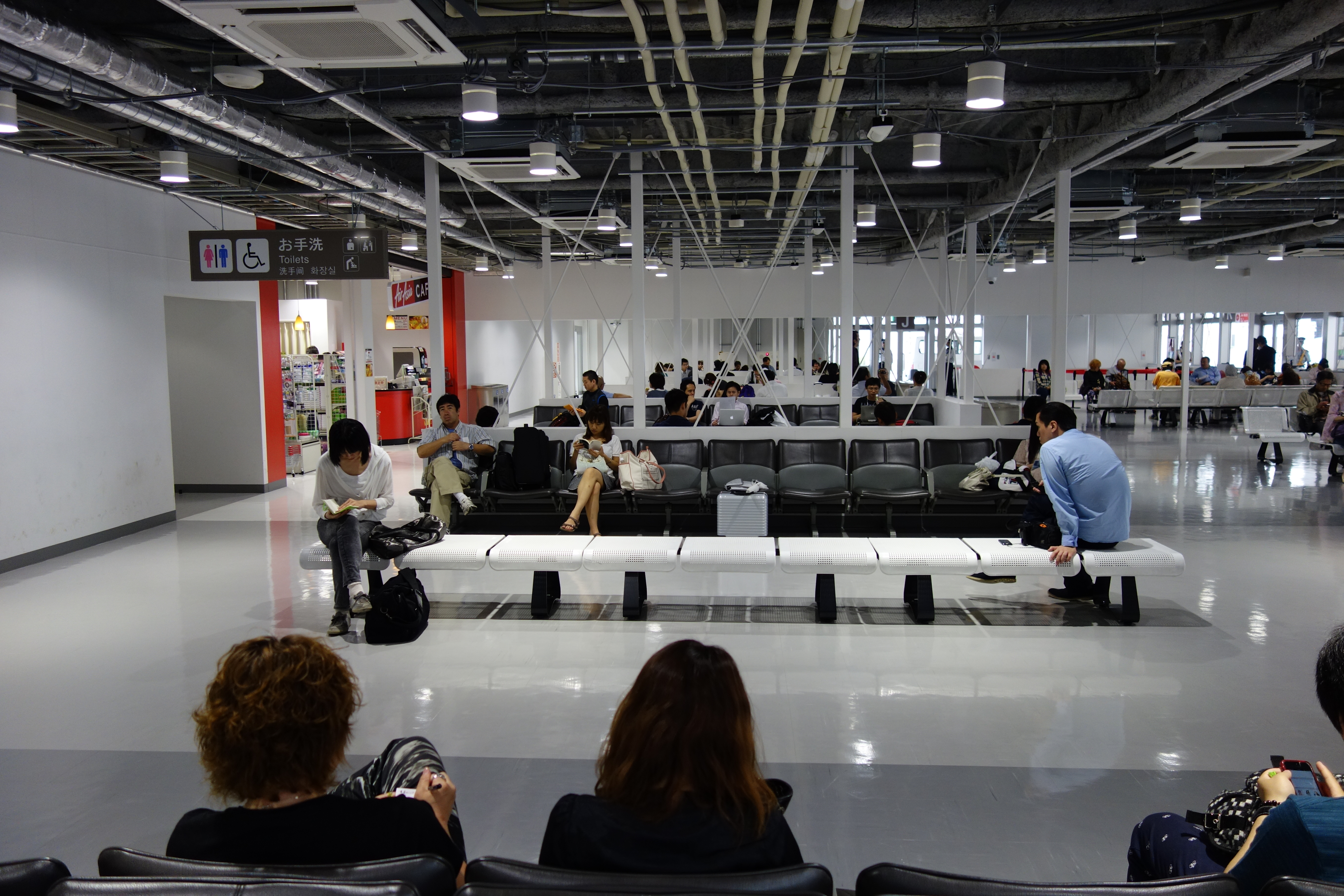
専用の搭乗待合室と売店（成田空港） 後に無料休憩スペース「北ウェイティングエリア」に転用、2019年閉鎖。
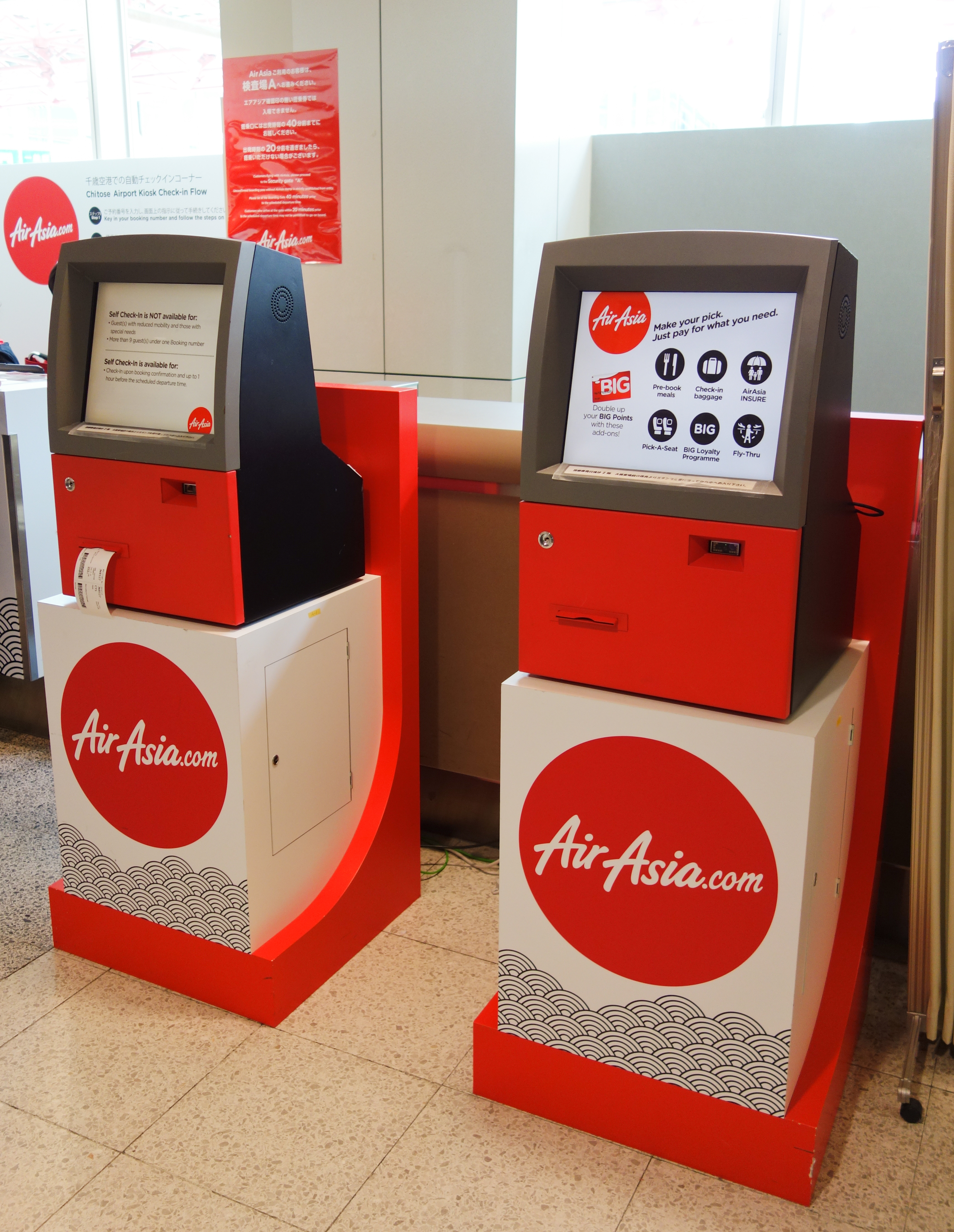
キオスク（自動チェックイン機）
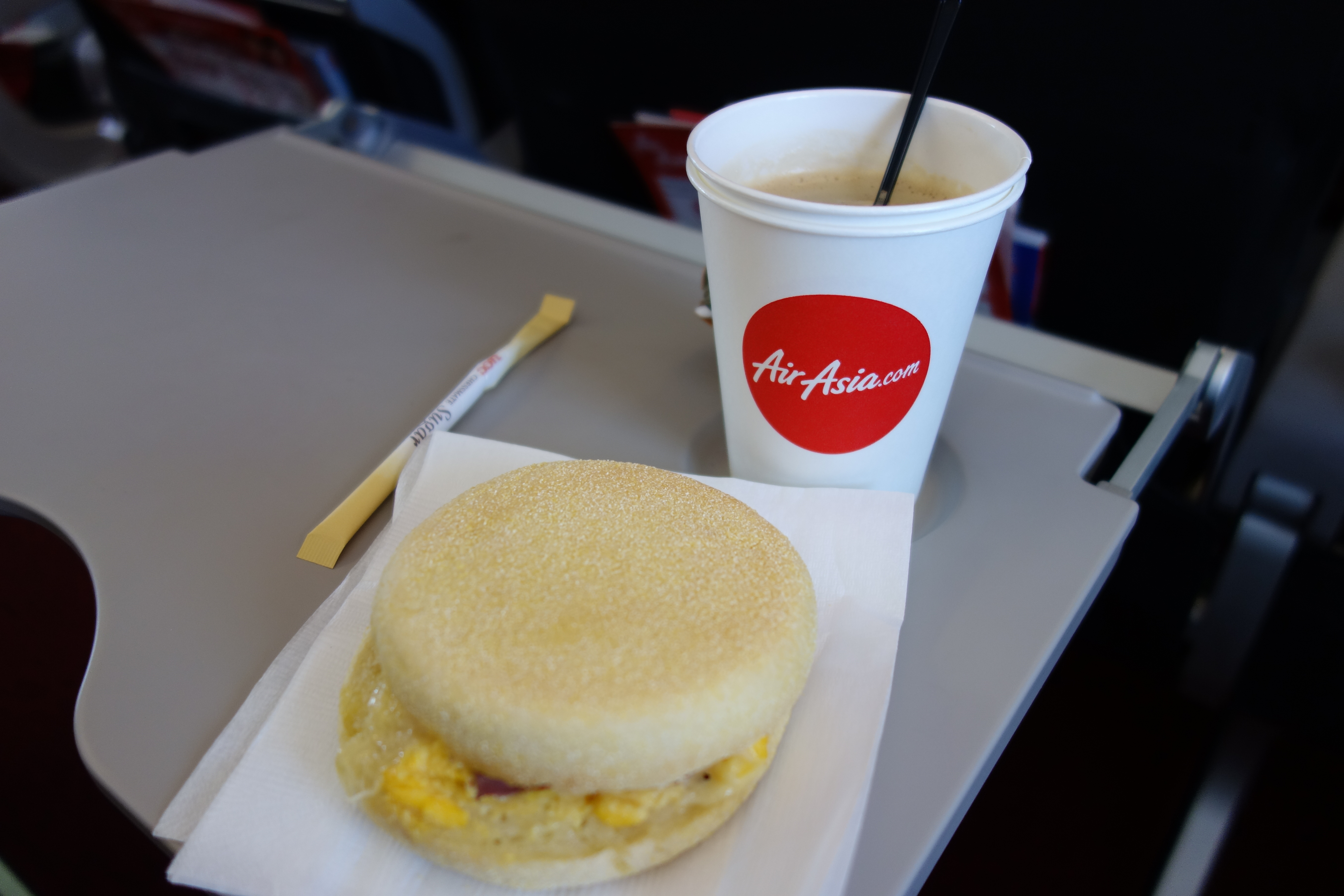
イングリッシュマフィン ホットサンドウィッチ（事前予約メニュー）

- エアアジア・グループ同様に有料の機内食があった[172]。手荷物として持ち込んだ飲食物は、成田国際空港内の自社売店で購入した商品を除き、機内での飲食は認められていなかった。

### 機材
- エアバスA320型機 (180席)

| 機体記号 | 機種             | 機材受領・登録日 | 登録抹消日     | 備考                                                                               |
| -------- | ---------------- | ---------------- | -------------- | ---------------------------------------------------------------------------------- |
| JA01AJ   | エアバスA320-216 | 2012年6月8日     | 2013年11月18日 | 機材返却後はインドネシア・エアアジアでPK-AZJとして運航。                           |
| JA02AJ   | エアバスA320-216 | 2012年7月13日    | 2013年11月14日 | 機材返却後はインドネシア・エアアジアでPK-AZIとして運航。                           |
| JA03AJ   | エアバスA320-216 | 2012年10月19日   | 2013年10月11日 | 機材返却後はインドネシア・エアアジアでPK-AZHとして運航。                           |
| JA04AJ   | エアバスA320-216 | 2013年3月26日    | 2013年11月8日  | シャークレット装備機。機材返却後はエアアジアで9M-AQXとして運航。                   |
| JA05AJ   | エアバスA320-216 | 2013年6月28日    | 2013年9月27日  | シャークレット装備機。機材返却後はインドネシア・エアアジアでPK-AZGとして運航。     |
| JA8384   | エアバスA320-211 | 2012年4月16日    | 2012年7月4日   | ANAからのドライリース機で、ANAのロゴを塗りつぶした状態で訓練機として使用していた。 |

エアアジア・ジャパンだった2013年6月時点で、エアバスA320型機を最大5機就航。機材はエアアジアが5か国分まとめて購入し、その機材をリースして運航した。1号機のJA01AJは、2012年6月11日に成田空港に到着した。この他、1号機が到着するまでの訓練機として、ANAからA320型機 1機（JA8384）を借り入れていた。なお、このJA8384は同年2月5日に仙台空港でしりもち事故を起こし、修復されたものの機齢がすでに21年に達していたこともあってそのまま路線から退いていた機体で、一連の訓練が終了してANAに返却された後、同年7月4日付で登録抹消された。
提携解消発表後、リース機材を返却するために2013年9月以降、運航便に欠航が発生した。最終号機となった5号機のJA05AJは、2013年6月28日に登録されたが、そのときにはすでに提携解消の発表とエアアジア保有株式の売却がなされており、わずか3か月後の同年9月27日に抹消され返却された。
計画では2013年にエアバスA330型機を導入し、中・長距離路線にも参入する予定であったが、事実上白紙化された。

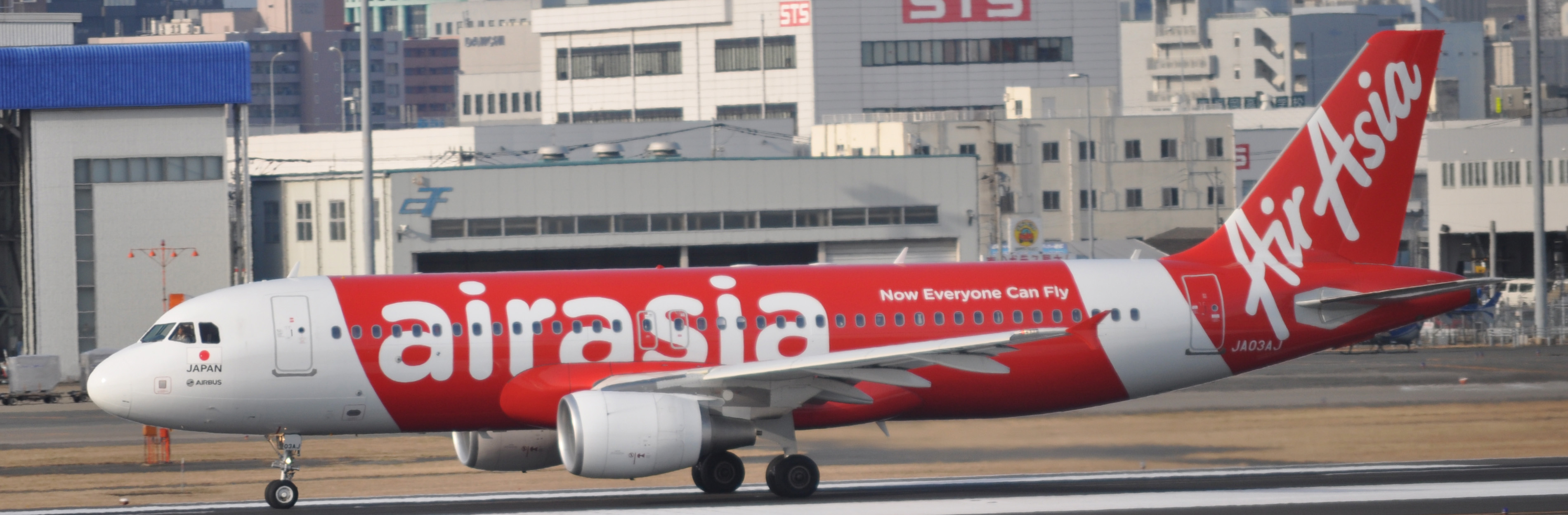
エアアジア・ジャパンの機材
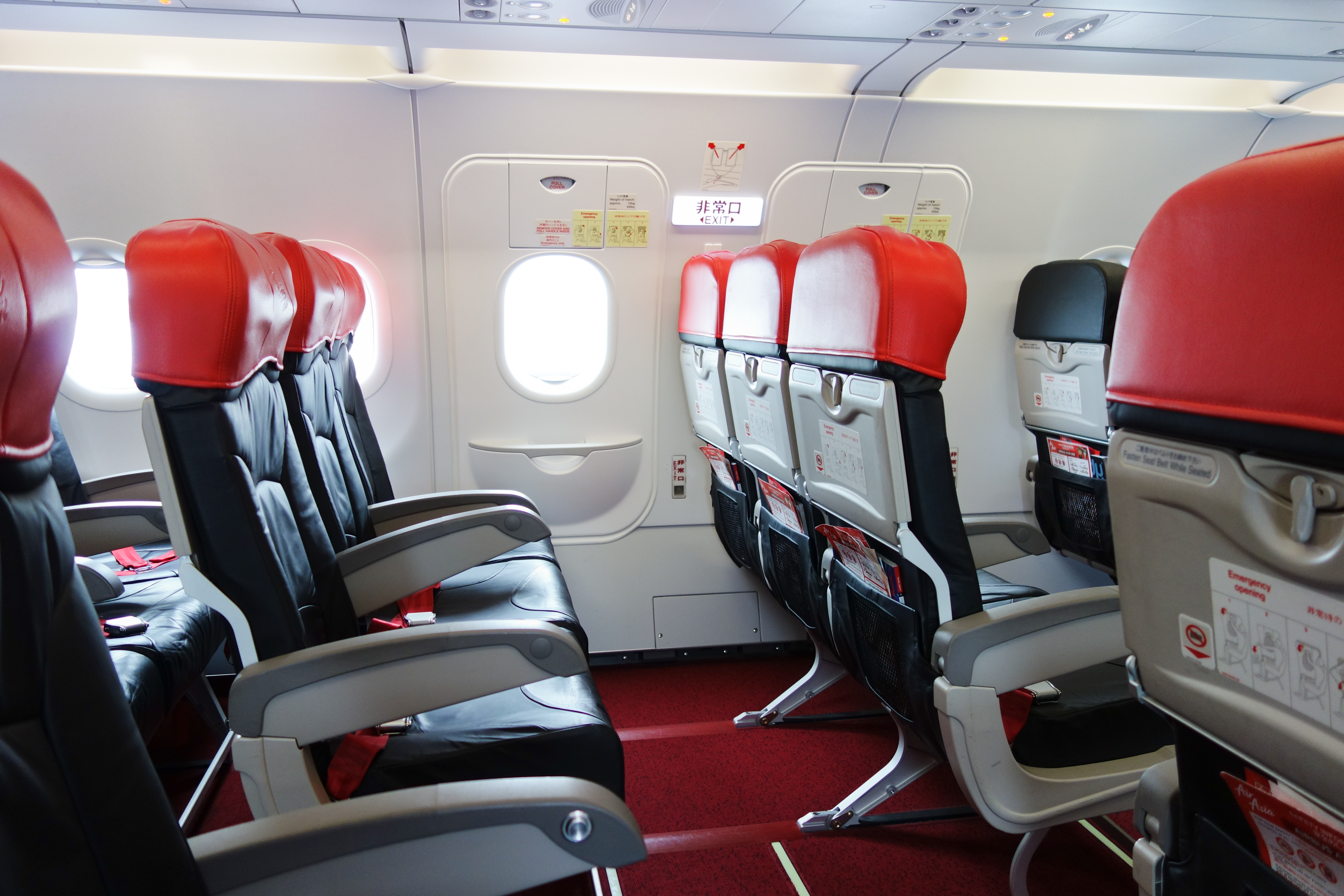
機内（非常口席・足元の広い「ホットシート」）

### 不祥事
- 2013年（平成25年）10月9日、国土交通省はエアアジア・ジャパン（当時）に対し、機体の検査漏れがあったとして厳重注意するとともに再発防止策を報告するよう指示した[190]。